# Football Club Dordrecht
Il Football Club Dordrecht è una società calcistica olandese con sede nella città di Dordrecht; oggi milita nella seconda divisione olandese, l'Eerste Divisie.

## Storia
Fondato il 16 agosto 1883 come Dordrechtsche Football Club (DFC), raggiunse risultati eccezionali nel biennio 1939-1941 sotto la guida di Árpád Weisz, allenatore di origini ebraiche poi deceduto nel campo di concentramento di Auschwitz. Diventò un club professionistico nel 1954 dopo l'introduzione del professionismo nei Paesi Bassi. Nel 1972 si assiste alla scissione fra l'ala professionale e amatoriale della squadra: i dilettanti conservarono il nome di DFC Dordrecht, i professionisti diventarono l'FC Dordrecht. Successivamente alla riorganizzazione del 1979 (che portò il cambiamento del nome in Drechtsteden '79, in riferimento alla regione di Drechtsteden), il club fu promosso in Eredivisie nel 1983. Seguì un'immediata retrocessione in Eerste Divisie, ma riuscirono a tornare in prima divisione nella stagione 1988/1989.
Nel 1990 il nome fu di nuovo cambiato, questa volta in Dordrecht '90. Il club fallì la promozione nel 1991, ma fu finalmente ammessa in prima divisione quando, a sorpresa, il club si fuse con i vicini Schiedamse Voetbalvereniging (SVV) di Schiedam. Il club prese il nome di SVV/Dordrecht'90 per due stagioni, ma nel 1993 il club tornò a chiamarsi Dordrecht '90. Infine nel 2002 il club fu rinominato per l'ultima volta in FC Dordrecht. Per diversi anni fu il club con meno spettatori di tutti i Paesi Bassi.
Il giocatore più famoso ad aver vestito la maglia del Dordrecht fu Johan Cruijff, che giocò 3 amichevoli per il club nel gennaio 1981.
Dopo anni in Eerste Divisie, trova la promozione in Eredivisie nel 2013-2014, permettendo così al club di giocare nella stagione 2014-2015 nel massimo campionato olandese. L’annata, però, termina con 20 punti guadagnati e con l’ultimo posto in classifica, facendo retrocedere la squadra di nuovo in Eerste Divisie.

## Palmarès

### Competizioni nazionali
- Coppa dei Paesi Bassi: 2

1913-1914, 1931-1932
- Eerste Divisie: 2

1982-1983, 1993-1994

### Altri piazzamenti
- Coppa dei Paesi Bassi:

Finalista: 1912-1913, 1942-1943
- Eerste Divisie:

Secondo posto: 1957-1958, 1959-1960, 2013-2014
Promozione: 1986-1987

## Rosa 2024-2025
Rosa aggiornata al 6 settembre 2024.
| N. |                        | Ruolo | Calciatore        |
| -- | ---------------------- | ----- | ----------------- |
| 1  | Irlanda (bandiera)     | P     | Liam Bossin       |
| 2  | Italia (bandiera)      | D     | Lorenzo Codutti   |
| 3  | Paesi Bassi (bandiera) | D     | Sem Valk          |
| 4  | Paesi Bassi (bandiera) | C     | Jop van der Avert |
| 5  | Stati Uniti (bandiera) | D     | John Hilton       |
| 6  | Paesi Bassi (bandiera) | C     | Daniël van Vianen |
| 7  | Stati Uniti (bandiera) | A     | Korede Osundina   |
| 8  | Italia (bandiera)      | C     | Gabriele Parlanti |
| 9  | Paesi Bassi (bandiera) | A     | Devin Haen        |
| 10 | Paesi Bassi (bandiera) | C     | Jari Schuurman    |
| 11 | Francia (bandiera)     | C     | Joshua Pynadath   |
| 12 | Paesi Bassi (bandiera) | D     | Kwame Tabiri      |
| 13 | Paesi Bassi (bandiera) | P     | Tijn Baltussen    |
| 14 | Paesi Bassi (bandiera) | D     | Chiel Olde Keizer |
| 15 | Gabon (bandiera)       | C     | Yannis M'Bemba    |

| N. |                          | Ruolo | Calciatore            |
| -- | ------------------------ | ----- | --------------------- |
| 16 | Svizzera (bandiera)      | D     | Léo Seydoux           |
| 17 | Paesi Bassi (bandiera)   | D     | Reda Akmum            |
| 18 | Paesi Bassi (bandiera)   | C     | Ben Scholte           |
| 19 | Paesi Bassi (bandiera)   | A     | Dean Zandbergen       |
| 20 | Paesi Bassi (bandiera)   | D     | Joep van der Sluijs   |
| 21 | Estonia (bandiera)       | C     | Rocco Shein           |
| 22 | Belgio (bandiera)        | C     | Joseph Amuzu          |
| 23 | Paesi Bassi (bandiera)   | C     | Brahim Darri          |
| 24 | Brasile (bandiera)       | C     | Igor Daniel da Silva  |
| 28 | Paesi Bassi (bandiera)   | C     | Jaden Slory           |
| 29 | Austria (bandiera)       | A     | René Kriwak           |
| 31 | Lettonia (bandiera)      | P     | Vladislavs Razumejevs |
| 63 | Guinea-Bissau (bandiera) | P     | Celton Biai           |
|    | Svezia (bandiera)        | A     | Jayson Ezeb           |

## Rosa 2023-2024
Rosa aggiornata al 6 gennaio 2024.
| N. |                        | Ruolo | Calciatore        |
| -- | ---------------------- | ----- | ----------------- |
| 1  | Irlanda (bandiera)     | P     | Liam Bossin       |
| 2  | Paesi Bassi (bandiera) | D     | Ruggero Mannes    |
| 3  | Paesi Bassi (bandiera) | D     | Devon Koswal      |
| 4  | Italia (bandiera)      | C     | Alessio Miceli    |
| 5  | Paesi Bassi (bandiera) | D     | Mauro Savastano   |
| 7  | Paesi Bassi (bandiera) | A     | Jaymillio Pinas   |
| 8  | Germania (bandiera)    | C     | Benjamin Reemst   |
| 10 | Paesi Bassi (bandiera) | C     | Jari Schuurman    |
| 11 | Francia (bandiera)     | C     | Boubakar Camara   |
| 12 | Paesi Bassi (bandiera) | D     | Vincent Schippers |
| 13 | Paesi Bassi (bandiera) | P     | Tijn Baltussen    |
| 14 | Paesi Bassi (bandiera) | D     | Ilias Bronkhorst  |
| 15 | Paesi Bassi (bandiera) | C     | Tim Receveur      |
| 16 | Paesi Bassi (bandiera) | D     | Abdallah Aberkane |
| 17 | Francia (bandiera)     | C     | Malhory Noc       |

| N. |                        | Ruolo | Calciatore            |
| -- | ---------------------- | ----- | --------------------- |
| 19 | Paesi Bassi (bandiera) | A     | Pepijn Doesburg       |
| 20 | Belgio (bandiera)      | C     | Mathis Suray          |
| 21 | Estonia (bandiera)     | C     | Rocco Shein           |
| 22 | Francia (bandiera)     | C     | Tidjany Touré         |
| 23 | Paesi Bassi (bandiera) | C     | Sergio Tremour        |
| 24 | Polonia (bandiera)     | C     | Bartłomiej Smolarczyk |
| 26 | Paesi Bassi (bandiera) | D     | Elgero King           |
| 27 | Germania (bandiera)    | C     | Şahverdi Çetin        |
| 28 | Capo Verde (bandiera)  | D     | Elso Brito            |
| 29 | Paesi Bassi (bandiera) | C     | Junior Seltonrijch    |
| 31 | Curaçao (bandiera)     | P     | Trevor Doornbusch     |
|    | Paesi Bassi (bandiera) | A     | Tyrell Tear           |
|    | Paesi Bassi (bandiera) | D     | Ruben Kluivert        |
|    | Belgio (bandiera)      | C     | Dylan Mbayo           |

## Rosa 2022-2023
Rosa aggiornata al 24 aprile 2023.
| N. |                        | Ruolo | Calciatore        |
| -- | ---------------------- | ----- | ----------------- |
| 1  | Irlanda (bandiera)     | P     | Liam Bossin       |
| 2  | Paesi Bassi (bandiera) | D     | Ruggero Mannes    |
| 3  | Paesi Bassi (bandiera) | D     | Devon Koswal      |
| 4  | Italia (bandiera)      | C     | Alessio Miceli    |
| 5  | Paesi Bassi (bandiera) | D     | Mauro Savastano   |
| 6  | Paesi Bassi (bandiera) | D     | Anouar El Azzouzi |
| 7  | Paesi Bassi (bandiera) | A     | Jaymillio Pinas   |
| 8  | Germania (bandiera)    | C     | Benjamin Reemst   |
| 10 | Paesi Bassi (bandiera) | C     | Jari Schuurman    |
| 11 | Francia (bandiera)     | C     | Boubakar Camara   |
| 12 | Paesi Bassi (bandiera) | D     | Vincent Schippers |
| 13 | Paesi Bassi (bandiera) | P     | Tijn Baltussen    |
| 14 | Paesi Bassi (bandiera) | D     | Jop van der Avert |
| 15 | Paesi Bassi (bandiera) | C     | Tim Receveur      |
| 16 | Paesi Bassi (bandiera) | D     | Abdallah Aberkane |

| N. |                        | Ruolo | Calciatore            |
| -- | ---------------------- | ----- | --------------------- |
| 17 | Francia (bandiera)     | C     | Malhory Noc           |
| 19 | Paesi Bassi (bandiera) | A     | Pepijn Doesburg       |
| 20 | Belgio (bandiera)      | C     | Mathis Suray          |
| 21 | Paesi Bassi (bandiera) | D     | Toine van Huizen      |
| 22 | Francia (bandiera)     | C     | Tidjany Touré         |
| 23 | Paesi Bassi (bandiera) | C     | Sergio Tremour        |
| 24 | Polonia (bandiera)     | C     | Bartłomiej Smolarczyk |
| 26 | Paesi Bassi (bandiera) | D     | Elgero King           |
| 27 | Germania (bandiera)    | C     | Şahverdi Çetin        |
| 28 | Capo Verde (bandiera)  | D     | Elso Brito            |
| 29 | Paesi Bassi (bandiera) | C     | Junior Seltonrijch    |
| 31 | Curaçao (bandiera)     | P     | Trevor Doornbusch     |
|    | Paesi Bassi (bandiera) | A     | Tyrell Tear           |
|    | Paesi Bassi (bandiera) | D     | Ruben Kluivert        |

## Rosa 2020-2021
Rosa aggiornata al 1º novembre 2020.
| N. |                        | Ruolo | Calciatore         |
| -- | ---------------------- | ----- | ------------------ |
| 1  | Belgio (bandiera)      | P     | Anthony Swolfs     |
| 3  | Paesi Bassi (bandiera) | D     | Özgür Aktas        |
| 4  | Paesi Bassi (bandiera) | D     | Dylan de Braal     |
| 5  | Paesi Bassi (bandiera) | D     | Bradley Vliet      |
| 6  | Paesi Bassi (bandiera) | C     | Nikki Baggerman    |
| 7  | Paesi Bassi (bandiera) | C     | Jari Schuurman     |
| 8  | Paesi Bassi (bandiera) | C     | Kevin Jansen       |
| 9  | Serbia (bandiera)      | A     | Nikolas Agrafiotis |
| 10 | Paesi Bassi (bandiera) | C     | Arsenio Valpoort   |
| 11 | Paesi Bassi (bandiera) | C     | Nelson Amadin      |
| 12 | Paesi Bassi (bandiera) | D     | Jurian Hobbel      |
| 14 | Inghilterra (bandiera) | D     | Matthew Bondswell  |
| 15 | Paesi Bassi (bandiera) | D     | Dehninio Muringe   |
| 16 | Paesi Bassi (bandiera) | C     | Bryan Richardson   |

| N. |                        | Ruolo | Calciatore        |
| -- | ---------------------- | ----- | ----------------- |
| 17 | Paesi Bassi (bandiera) | D     | Julius Bliek      |
| 18 | Paesi Bassi (bandiera) | C     | Davy Overes       |
| 19 | Paesi Bassi (bandiera) | A     | Thomas Schalekamp |
| 20 | Paesi Bassi (bandiera) | C     | Richie Musaba     |
| 21 | Paesi Bassi (bandiera) | P     | Max van Herk      |
| 22 | Paesi Bassi (bandiera) | C     | Kevin Vermeulen   |
| 23 | Paesi Bassi (bandiera) | C     | Kürşad Sürmeli    |
| 24 | Capo Verde (bandiera)  | A     | Gianni dos Santos |
| 25 | Inghilterra (bandiera) | A     | Veron Parkes      |
| 26 | Belgio (bandiera)      | A     | Mathis Suray      |
| 27 | Curaçao (bandiera)     | C     | Jaron Vicario     |
| 28 | Ghana (bandiera)       | D     | Robin Polley      |
| 31 | Francia (bandiera)     | P     | Ahmadou Dia       |
|    | Paesi Bassi (bandiera) | P     | Ronald Vlot       |

## Rosa 2019-2020
Rosa aggiornata al 3 ottobre 2019.
| N. |                        | Ruolo | Calciatore               |
| -- | ---------------------- | ----- | ------------------------ |
| 1  | Paesi Bassi (bandiera) | P     | Petar Stoskovic          |
| 2  | Paesi Bassi (bandiera) | D     | Stef Gronsveld           |
| 3  | Paesi Bassi (bandiera) | D     | Daniël Breedijk          |
| 4  | Paesi Bassi (bandiera) | D     | Dylan de Braal           |
| 5  | Inghilterra (bandiera) | D     | Brandon Ormonde-Ottewill |
| 6  | Brasile (bandiera)     | C     | Fabian de Abreu          |
| 7  | Paesi Bassi (bandiera) | C     | Jari Schuurman           |
| 8  | Paesi Bassi (bandiera) | C     | Jordy Wehrmann           |
| 9  | Portogallo (bandiera)  | A     | Pedro Marques            |
| 10 | Austria (bandiera)     | C     | Renny Smith              |
| 11 | Ghana (bandiera)       | C     | Mohammed Aminu           |
| 12 | Paesi Bassi (bandiera) | D     | Lewis Montsma            |
| 15 | Paesi Bassi (bandiera) | D     | Dwayne Green             |

| N. |                        | Ruolo | Calciatore         |
| -- | ---------------------- | ----- | ------------------ |
| 16 | Paesi Bassi (bandiera) | C     | Thomas Kok         |
| 19 | Paesi Bassi (bandiera) | A     | Thomas Schalekamp  |
| 20 | Paesi Bassi (bandiera) | A     | Anass Achahbar     |
| 21 | Paesi Bassi (bandiera) | P     | Ramón ten Hove     |
| 22 | Paesi Bassi (bandiera) | A     | Zeki Erkilinc      |
| 23 | Paesi Bassi (bandiera) | D     | Noah Lewis         |
| 24 | Paesi Bassi (bandiera) | D     | Ian Smeulers       |
| 25 | Paesi Bassi (bandiera) | C     | Quincy Hogesteger  |
| 26 | Paesi Bassi (bandiera) | C     | Nelson Amadin      |
| 27 | Curaçao (bandiera)     | C     | Jaron Vicario      |
| 31 | Paesi Bassi (bandiera) | P     | Jordie van Leeuwen |
| 32 | Paesi Bassi (bandiera) | P     | Andries Noppert    |
|    | Grecia (bandiera)      | C     | Savvas Mourgos     |

## Rosa 2018-2019
Rosa aggiornata al 2 settembre 2018.
| N. |                               | Ruolo | Calciatore               |
| -- | ----------------------------- | ----- | ------------------------ |
| 1  | Paesi Bassi (bandiera)        | P     | Bryan Janssen            |
| 2  | Macedonia del Nord (bandiera) | D     | Antonio Stankov          |
| 3  | Paesi Bassi (bandiera)        | D     | Daniël Breedijk          |
| 4  | Paesi Bassi (bandiera)        | D     | Maarten Peijnenburg      |
| 5  | Inghilterra (bandiera)        | D     | Brandon Ormonde-Ottewill |
| 6  | Paesi Bassi (bandiera)        | C     | Thomas Kok               |
| 7  | Afghanistan (bandiera)        | A     | Omran Haydary            |
| 8  | Austria (bandiera)            | C     | Renny Smith              |
| 9  | Paesi Bassi (bandiera)        | A     | Siebe Schets             |
| 11 | Paesi Bassi (bandiera)        | C     | Oussama Zamouri          |
| 14 | Paesi Bassi (bandiera)        | D     | Lewis Montsma            |
| 15 | Paesi Bassi (bandiera)        | D     | Dwayne Green             |

| N. |                        | Ruolo | Calciatore           |
| -- | ---------------------- | ----- | -------------------- |
| 16 | Paesi Bassi (bandiera) | C     | Thijs Timmermans     |
| 17 | Curaçao (bandiera)     | C     | Quincy Hogesteger    |
| 18 | Paesi Bassi (bandiera) | C     | Abdelghani El Bachir |
| 19 | Curaçao (bandiera)     | C     | Jeremy Cijntje       |
| 20 | Irlanda (bandiera)     | C     | Quivi Fowler         |
| 25 | Paesi Bassi (bandiera) | A     | Marko Maletić        |
| 27 | Paesi Bassi (bandiera) | A     | Rayvano van de Merwe |
| 29 | Paesi Bassi (bandiera) | A     | Terence Groothusen   |
| 30 | Paesi Bassi (bandiera) | P     | Petar Stoskovic      |
| 32 | Paesi Bassi (bandiera) | P     | Ronald Vlot          |
| 39 | Paesi Bassi (bandiera) | A     | Abdullah Achahbar    |

## Rosa 2017-2018
Rosa aggiornata al 2 settembre 2017.
| N. |                               | Ruolo | Calciatore         |
| -- | ----------------------------- | ----- | ------------------ |
| 1  | Paesi Bassi (bandiera)        | P     | Renze Fij          |
| 2  | Macedonia del Nord (bandiera) | D     | Antonio Stankov    |
| 3  | Togo (bandiera)               | D     | Mawouna Amevor     |
| 4  | Turchia (bandiera)            | D     | Erol Erdal Alkan   |
| 5  | Paesi Bassi (bandiera)        | D     | Cendrino Misidjan  |
| 6  | Paesi Bassi (bandiera)        | C     | Gustavo Hamer      |
| 7  | Paesi Bassi (bandiera)        | A     | Terence Groothusen |
| 8  | Belgio (bandiera)             | C     | Tom Rosenthal      |
| 9  | Curaçao (bandiera)            | A     | Jafar Arias        |
| 10 | Macedonia del Nord (bandiera) | C     | Denis Mahmudov     |
| 11 | Paesi Bassi (bandiera)        | C     | Robert Mutzers     |
| 12 | Paesi Bassi (bandiera)        | D     | Clarence Bijl      |

| N. |                        | Ruolo | Calciatore                |
| -- | ---------------------- | ----- | ------------------------- |
| 13 | Paesi Bassi (bandiera) | P     | Nick Wolters              |
| 14 | Paesi Bassi (bandiera) | A     | Anthony Biekman           |
| 15 | Brasile (bandiera)     | D     | Matheus Menezes           |
| 16 | Curaçao (bandiera)     | D     | Lulu Statia               |
| 17 | Paesi Bassi (bandiera) | D     | Julius Bliek              |
| 18 | Paesi Bassi (bandiera) | C     | Mailson Lima Duarte Lopes |
| 20 | Belgio (bandiera)      | D     | Kino Delorge              |
| 21 | Brasile (bandiera)     | C     | Cicero                    |
| 22 | Brasile (bandiera)     | C     | Bruno                     |
| 23 | Paesi Bassi (bandiera) | C     | Danny Bakker              |
| 24 | Romania (bandiera)     | C     | Andreas Calcan            |
| 25 | Paesi Bassi (bandiera) | C     | Raies Roshanali           |

## Rosa 2016-2017
Rosa aggiornata al 2 settembre 2016.
| N. |                        | Ruolo | Calciatore           |
| -- | ---------------------- | ----- | -------------------- |
|    | Israele (bandiera)     | P     | Niv Antman           |
|    | Paesi Bassi (bandiera) | P     | Tim Coremans         |
|    | Paesi Bassi (bandiera) | P     | Max Verkade          |
|    | Togo (bandiera)        | D     | Mawouna Amevor       |
|    | Turchia (bandiera)     | D     | Erol Erdal Alkan     |
|    | Australia (bandiera)   | D     | Blake Thompson       |
|    | Paesi Bassi (bandiera) | D     | Bradley de Nooijer   |
|    | Giappone (bandiera)    | D     | Sai van Wermeskerken |
|    | Paesi Bassi (bandiera) | D     | Cerezo Hilgen        |
|    | Paesi Bassi (bandiera) | C     | Ricky van Haaren     |
|    | Paesi Bassi (bandiera) | C     | Joris Kramer         |

| N. |                        | Ruolo | Calciatore         |
| -- | ---------------------- | ----- | ------------------ |
|    | Belgio (bandiera)      | C     | Jordy Vleugels     |
|    | Paesi Bassi (bandiera) | C     | Michael Chacón     |
|    | Senegal (bandiera)     | C     | Ibrahima Touré     |
|    | Paesi Bassi (bandiera) | C     | Quincy Boogers     |
|    | Paesi Bassi (bandiera) | C     | Alvin Daniëls      |
|    | Capo Verde (bandiera)  | C     | Everon Pisas       |
|    | Paesi Bassi (bandiera) | C     | Alessio Da Cruz    |
|    | Paesi Bassi (bandiera) | C     | Anthony Berenstein |
|    | Francia (bandiera)     | A     | Joël Thomas        |
|    | Curaçao (bandiera)     | A     | Jafar Arias        |
|    | Paesi Bassi (bandiera) | A     | Nick Hak           |

## Rosa 2015-2016
Rosa aggiornata al 28 marzo 2016.
| N. |                        | Ruolo | Calciatore           |
| -- | ---------------------- | ----- | -------------------- |
|    | Paesi Bassi (bandiera) | P     | Robbert te Loeke     |
|    | Paesi Bassi (bandiera) | P     | Peter Leeuwenburgh   |
|    | Paesi Bassi (bandiera) | P     | Jaimy Schaap         |
|    | Paesi Bassi (bandiera) | D     | Danzell Gravenberch  |
|    | Capo Verde (bandiera)  | D     | Josimar Lima         |
|    | Paesi Bassi (bandiera) | D     | Matthew Steenvoorden |
|    | Belgio (bandiera)      | D     | Arnaud De Greef      |
|    | Belgio (bandiera)      | D     | Kristiaan Haagen     |
|    | Marocco (bandiera)     | D     | Fahd Aktaou          |
|    | Paesi Bassi (bandiera) | D     | Serginho Greene      |
|    | Paesi Bassi (bandiera) | D     | Guus van Weerdenburg |
|    | Paesi Bassi (bandiera) | D     | Bradley de Nooijer   |
|    | Paesi Bassi (bandiera) | D     | Giovanni Gravenbeek  |
|    | Giappone (bandiera)    | D     | Sai van Wermeskerken |
|    | Paesi Bassi (bandiera) | D     | Glenn Bijl           |
|    | Capo Verde (bandiera)  | C     | Jeffry Fortes        |
|    | Capo Verde (bandiera)  | C     | Toni Varela          |

| N. |                        | Ruolo | Calciatore      |
| -- | ---------------------- | ----- | --------------- |
|    | Belgio (bandiera)      | C     | Jordy Vleugels  |
|    | Paesi Bassi (bandiera) | C     | Gino Boers      |
|    | Paesi Bassi (bandiera) | C     | Geert Roorda    |
|    | Paesi Bassi (bandiera) | C     | Michael Chacón  |
|    | Senegal (bandiera)     | C     | Ibrahima Touré  |
|    | Paesi Bassi (bandiera) | C     | Quincy Boogers  |
|    | Kosovo (bandiera)      | C     | Alban Bunjaku   |
|    | Capo Verde (bandiera)  | C     | Everon Pisas    |
|    | Paesi Bassi (bandiera) | C     | Alvin Daniëls   |
|    | Paesi Bassi (bandiera) | C     | Nick de Bondt   |
|    | Paesi Bassi (bandiera) | C     | Jeroen Lumu     |
|    | Paesi Bassi (bandiera) | C     | Shayron Curiel  |
|    | Curaçao (bandiera)     | A     | Rangelo Janga   |
|    | Curaçao (bandiera)     | A     | Jafar Arias     |
|    | Paesi Bassi (bandiera) | A     | Noël Goossens   |
|    | Paesi Bassi (bandiera) | A     | Anthony Biekman |
|    | Paesi Bassi (bandiera) | A     | Sergio Calor    |

## Rosa 2014-2015
Rosa aggiornata al 27 marzo 2015.
| N. |                        | Ruolo | Calciatore           |
| -- | ---------------------- | ----- | -------------------- |
| 2  | Paesi Bassi (bandiera) | D     | Jeffrey Fortes       |
| 3  | Marocco (bandiera)     | D     | Ilias Haddad         |
| 4  | Paesi Bassi (bandiera) | D     | William Troost-Ekong |
| 5  | Belgio (bandiera)      | D     | Marvin Peersman      |
| 6  | Belgio (bandiera)      | C     | Funso Ojo            |
| 7  | Paesi Bassi (bandiera) | C     | Fernando Lewis       |
| 8  | Germania (bandiera)    | C     | Robin Gosens         |
| 9  | Paesi Bassi (bandiera) | A     | Mart Lieder          |
| 10 | Paesi Bassi (bandiera) | C     | Adnan Alisic         |
| 11 | Paesi Bassi (bandiera) | A     | Rick ten Voorde      |
| 13 | Germania (bandiera)    | P     | Robbert te Loeke     |

| N. |                        | Ruolo | Calciatore           |
| -- | ---------------------- | ----- | -------------------- |
| 14 | Paesi Bassi (bandiera) | C     | Joris van Overeem    |
| 17 | Paesi Bassi (bandiera) | C     | Sean Klaiber         |
| 18 | Paesi Bassi (bandiera) | C     | Andwélé Slory        |
| 19 | Paesi Bassi (bandiera) | D     | Jordy van Deelen     |
| 20 | Paesi Bassi (bandiera) | A     | Everon Pisas         |
| 21 | Paesi Bassi (bandiera) | C     | Ricky van Haaren     |
| 22 | Paesi Bassi (bandiera) | C     | Matthew Steenvoorden |
| 23 | Capo Verde (bandiera)  | D     | Josimar Lima         |
| 24 | Senegal (bandiera)     | C     | Ibrahima Touré       |
| 25 | Paesi Bassi (bandiera) | A     | Anthony Biekman      |

## Allenatori
- Mircea Petescu (1981-1982)
- Hans Verèl (1990-1992)
- Han Berger (1992-1993)
- Nico van Zoghel (1993-1995)
- Lex Schoenmaker (1995-1996)
- Robert Verbeek (1996-2000)
- Harry van den Ham (2000-2002)
- Jos van Eck (2002-2003)
- Robert Verbeek (2003-2005)
- Joop Lankhaar (2005)
- Jurrie Koolhof (2005-2006)
- Gert Kruys (2006-2010)
- Henny Lee (2010-2011)
- Theo Bos (2011-2012)
- Virgil Breetveld (2012)
- Theo Bos (2012)
- Harry van den Ham (2012)
- Gert Kruys (2013)
- Virgil Breetveld (2013)
- Harry van den Ham (2013-2014)
- Ernie Brandts (2014-2015)
- Jan Everse (2015)
- Harry van den Ham (2015-2016)
- Gérard de Nooijer (2016-2018)
- Scott Calderwood (2018)
- Cláudio Braga (2019-)